# Muhabbet

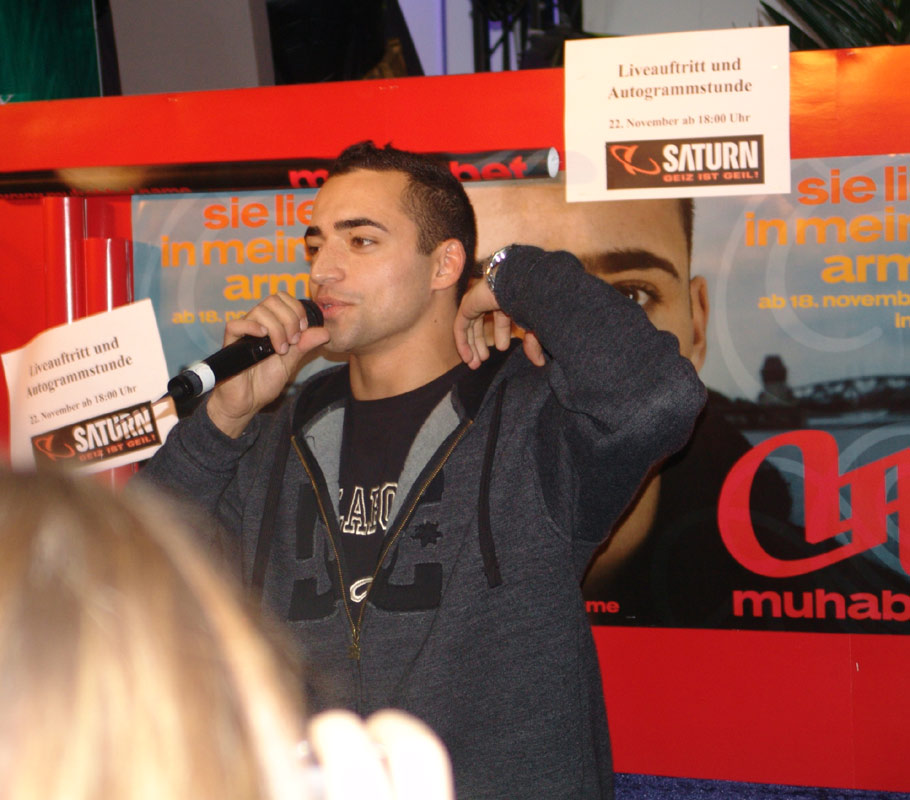
Muhabbet bei einer Autogrammstunde in Berlin-Steglitz

Muhabbets Logo

Muhabbet (* 3. August 1984 in Köln; bürgerlich Murat Ersen) ist ein deutsch-türkischer Sänger. Seine Musik verbindet Arabeske-Elemente orientalischer Popmusik und aktuellen R’n’B, woraus sich eine eigene, von ihm R’n’Besk genannte, Musik entwickelte. Er schreibt deutsch- und türkischsprachige Liedtexte.

## Leben
Muhabbet wurde als Kind von seinen Eltern musikalisch gefördert. Zusammen mit seinem Bruder begann er im Alter von etwa elf Jahren zu Hause Lieder aufzunehmen. Die Brüder nannten sich Kanaken-Kollabo.
Zusammen mit seinen Produzenten Ünal Yüksel und Volga Tamöz begann Muhabbet ab Sommer 2005 seine Karriere als professioneller Musiker. Der Durchbruch gelang ihm am 18. November 2005 mit der Single Sie liegt in meinen Armen. Noch vor der Veröffentlichung eines Tonträgers wurde der Song insbesondere bei türkischstämmigen Migranten in Deutschland und anderen deutschsprachigen Ländern populär. Nach der kommerziellen Veröffentlichung der ersten Single im November 2005 stieg diese in die deutschen Charts ein. Sein Debütalbum mit dem Titel R’nBesk erschien Ende April, nachdem zuvor die Single Ich will nicht geh’n veröffentlicht worden war.
Im Jahr 2006 war Muhabbet auf Trendsetter, dem zweiten Album des Rappers Fler, mit einem Gastpart vertreten. Der Song wurde unter dem Titel Çüş Junge als zweite Single veröffentlicht und von Paul NZA produziert. Mit Paul NZA arbeitete er noch mal 2007 an der Single Schau hin.

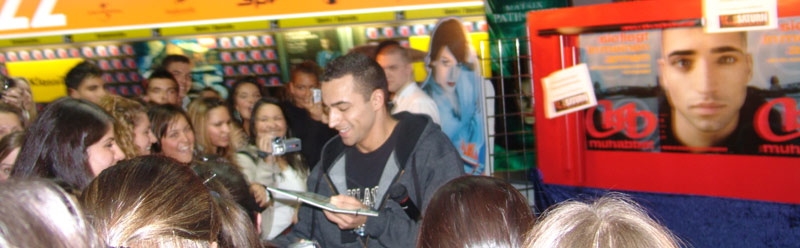
Muhabbet bei einer Autogrammstunde in Berlin-Steglitz

Am 6. Juli 2007 trat Muhabbet beim Sommerfest des Bundespräsidenten Horst Köhler vor 3800 Gästen auf. Ende August 2007 erschien die gemeinsam mit dem Rapper Alpa Gun aufgenommene Single Verbotene Liebe. Im gleichen Jahr kamen drei Lieder, bei denen Muhabbet eine Beteiligung zugeschrieben wurde, wegen der Inhalte in die Kritik. Muhabbet gab an daran nicht beteiligt gewesen zu sein.
Muhabbet nahm am 12. November 2007 zusammen mit Bundesaußenminister Frank-Walter Steinmeier, dem französischen Außenminister Bernard Kouchner sowie anderen jungen Künstlern den Song Deutschland auf, mit dem für ein weltoffenes und tolerantes Deutschland geworben werden soll. Im Zusammenhang mit dem Auftritt (Deutschland-Lied) machte die Anschuldigung der Journalistin Esther Schapira, Muhabbet habe ihr gegenüber den Mord an Theo van Gogh gerechtfertigt und gesagt, auch Ayaan Hirsi Ali verdiene den Tod, Schlagzeilen. Der Sänger hat die Anschuldigungen zurückgewiesen und sich von den angeblichen Aussagen distanziert.
Im Juni 2009 erschien Das Album im Selbstverlag. Am 1. Januar 2011 erschien sein Album Melekler Sahit auf seiner Homepage.
Muhabbet beteiligt sich aktiv bei der Deutschen Knochenmarkspenderdatei.

## Diskografie

### Alben
| Jahr | Titel   | Höchstplatzierung, Gesamtwochen, AuszeichnungChartplatzierungen (Jahr, Titel, Platzierungen, Wochen, Auszeichnungen, Anmerkungen) | Höchstplatzierung, Gesamtwochen, AuszeichnungChartplatzierungen (Jahr, Titel, Platzierungen, Wochen, Auszeichnungen, Anmerkungen) | Höchstplatzierung, Gesamtwochen, AuszeichnungChartplatzierungen (Jahr, Titel, Platzierungen, Wochen, Auszeichnungen, Anmerkungen) | Anmerkungen |
| Jahr | Titel   | DE | AT | CH | Anmerkungen |
| ---- | ------- | --- | --- | --- | ----------- |
| 2006 | R’nBesk | DE54 (1 Wo.)DE | — | — |             |

Weitere Veröffentlichungen
- 2005: Orientalo
- 2007: R’nBesk – In deinen Straßen
- 2009: Das Album
- 2011: Melekler Sahit
- 2012: Universum

### Singles
| Jahr | Titel Album                            | Höchstplatzierung, Gesamtwochen, AuszeichnungChartplatzierungen (Jahr, Titel, Album, Platzierungen, Wochen, Auszeichnungen, Anmerkungen) | Höchstplatzierung, Gesamtwochen, AuszeichnungChartplatzierungen (Jahr, Titel, Album, Platzierungen, Wochen, Auszeichnungen, Anmerkungen) | Höchstplatzierung, Gesamtwochen, AuszeichnungChartplatzierungen (Jahr, Titel, Album, Platzierungen, Wochen, Auszeichnungen, Anmerkungen) | Anmerkungen                            |
| Jahr | Titel Album                            | DE | AT | CH | Anmerkungen                            |
| ---- | -------------------------------------- | --- | --- | --- | -------------------------------------- |
| 2005 | Sie liegt in meinen Armen R’nBesk      | DE15 (16 Wo.)DE | AT48 (8 Wo.)AT | CH36 (13 Wo.)CH | Erstveröffentlichung: 2. Dezember 2005 |
| 2006 | Ich will nicht geh’n R’nBesk           | DE29 (8 Wo.)DE | — | — | Erstveröffentlichung: 7. April 2006    |
| 2007 | Schau hin! R’nBesk – In deinen Straßen | DE44 (8 Wo.)DE | — | — | Erstveröffentlichung: 11. Mai 2007     |

Weitere Veröffentlichungen
- 2007: Deutschland (Muhabbet & Friends)
- 2011: Istemesende

### Gastbeiträge
| Jahr | Titel Album                            | Höchstplatzierung, Gesamtwochen, AuszeichnungChartplatzierungen (Jahr, Titel, Album, Platzierungen, Wochen, Auszeichnungen, Anmerkungen) | Höchstplatzierung, Gesamtwochen, AuszeichnungChartplatzierungen (Jahr, Titel, Album, Platzierungen, Wochen, Auszeichnungen, Anmerkungen) | Höchstplatzierung, Gesamtwochen, AuszeichnungChartplatzierungen (Jahr, Titel, Album, Platzierungen, Wochen, Auszeichnungen, Anmerkungen) | Anmerkungen                                                   |
| Jahr | Titel Album                            | DE | AT | CH | Anmerkungen                                                   |
| ---- | -------------------------------------- | --- | --- | --- | ------------------------------------------------------------- |
| 2006 | Çüş Junge Trendsetter                  | DE50 (7 Wo.)DE | — | — | Erstveröffentlichung: 30. Juni 2006 Fler feat. Muhabbet       |
| 2007 | Verbotene Liebe Geladen und entsichert | DE89 (1 Wo.)DE | — | — | Erstveröffentlichung: 24. August 2007 Alpa Gun feat. Muhabbet |

## Filmografie
- 2009: Evet, ich will!